# Onze-Lieve-Vrouwekerk (Pittem)

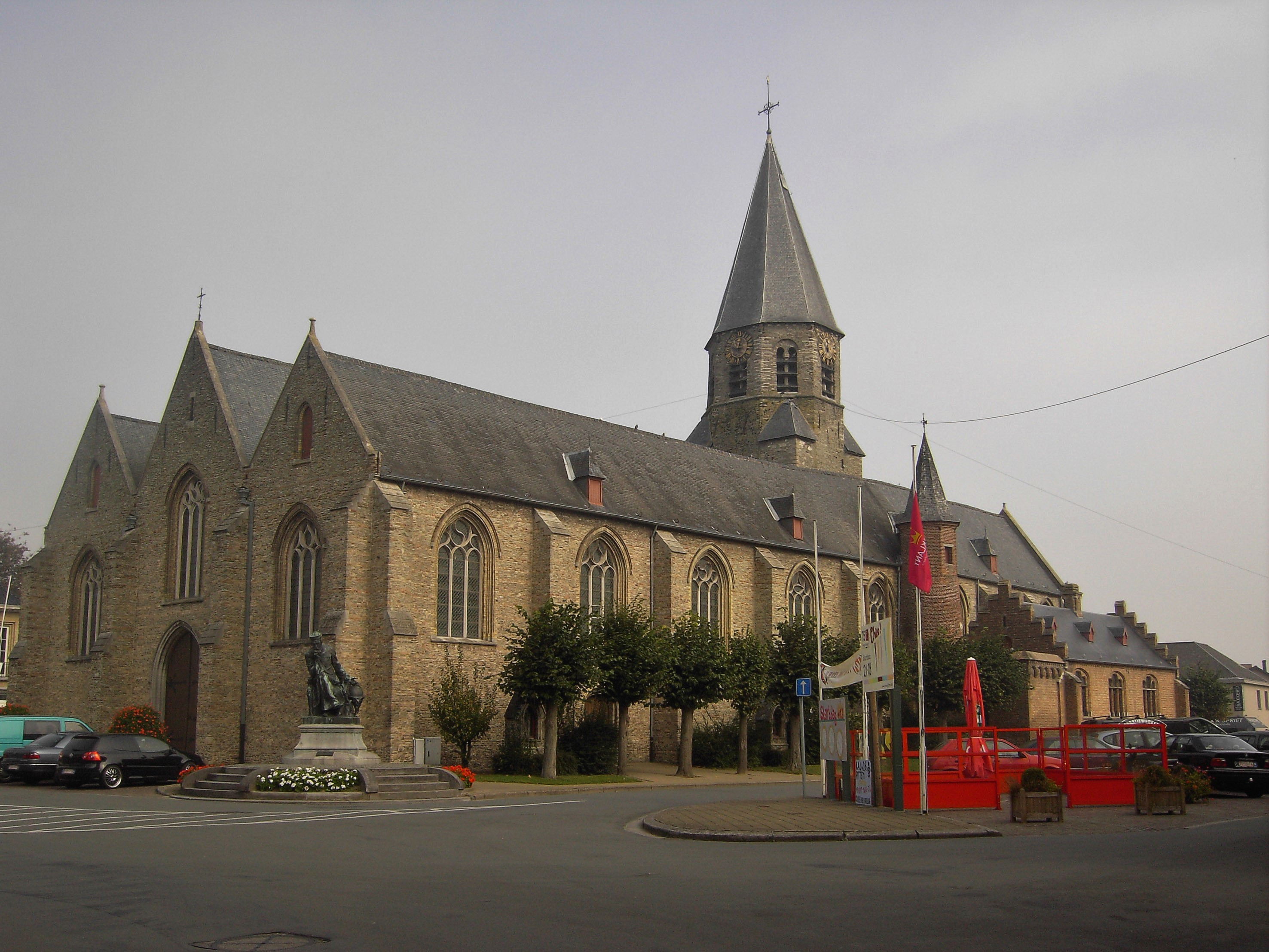
Onze-Lieve-Vrouwekerk

De Onze-Lieve-Vrouwekerk is de parochiekerk van de West-Vlaamse plaats Pittem, gelegen aan de Markt.

## Geschiedenis
Vermoedelijk werd de Onze-Lieve-Vrouweparochie al in de 9e eeuw gesticht. Er zou een houten kerkje hebben bestaan, maar pas omstreeks 1100 werd een stenen, romaanse, kerk opgericht. Hiervan is de toren behouden gebleven en deze zou, in strijd met eerdere schattingen, in de 1e helft van de 12e eeuw zijn gebouwd. Het was een driebeukige basilicale kerk met een transept en een vieringtoren. In de 14e eeuw (1330, 1350-1360) werden zijkapellen bijgebouwd en in de 15e en 16e eeuw werd de kerk geleidelijk verbouwd tot een driebeukige hallenkerk.
Omstreeks 1580 werd de kerk, tijdens de godsdienstoorlogen, verwoest. Vanaf 1608 begon men met herstellingswerken, onder leiding van Romeyn de Caigny. Het koor zou omstreeks deze tijd een driezijdige sluiting hebben gekregen. Tussen 1622 en 1642 werd de kerk weer volledig hersteld.
In 1676 kreeg de kerk een reliek van de Heilige Godelieve van Gistel, en in 1757 werd een beeldengroep Sint-Godelieve met de beulen vervaardigd door Pieter Van Walleghem.
Naast herstelwerkzaamheden in de 18e en 19e eeuw, werd begin 20e eeuw ook besloten om de kerk te vergroten. In 1909-1910 werden aan de westzijde twee traveeën toegevoegd. De toren werd in 1906 geklasseerd. In 1914 werd een neogotisch hoofdkoor gebouwd. Omstreeks 1913 werd een ommegang om de kerk aangebracht, Sint-Godelieve betreffende.

## Gebouw
Het betreft een georiënteerd kerkgebouw, een driebeukige hallenkerk zonder transept. Een deel van de noordmuur van het hoofdkoor is nog romaans. De eveneens romaanse toren heeft een vierkante benedenbouw waarop een achtkante bovengeleding rust.

## Interieur
Het hoofdaltaar is neogotisch (1914), het noordelijk zijaltaar, gewijd aan Onze-Lieve-Vrouw, is van 1927. Het zuidelijk zijaltaar, gewijd aan Sint-Godelieve, is van 1933. Het meeste kerkmeubilair is begin 20e eeuw, maar de orgelkast is van omstreeks 1765 en werd vervaardigd door Josephus De Ryckere en Eloy van Sasseville. Beelden van een tweetal vrouwelijke heiligen zijn 18e-eeuws, de overige beelden zijn recenter. Van de schilderijen kan een 17e-eeuwse Aanbidding der herders en een Onze-Lieve-Vrouw van Zeven Smarten uit het begin van de 18e eeuw worden genoemd.